# Castillo de Cardete
El castillo de Cardete es una fortaleza de origen almorávide situada en el municipio español de Benatae, en la provincia de Jaén. Está declarado Bien de Interés Cultural, conforme al decreto de 22 de abril de 1949, en inscrito en el catálogo el 25 de junio de 1985. 

## Descripción
Está situado a 3 km de la citada localidad, a unos 400 m de la carretera, desde la que es parcialmente visible. El recinto amurallado, forma un trapezoide con lados de 16,5; 24,9; 20,9 y 24,5 metros, y existe una torre del homenaje, incrustada en el primero de dichos lienzos, con 14 m de altura, alineada exteriormente cn la muralla. Ésta tiene un grosor medio de 95 cm.
La torre es rectangular, con tres cuerpos y con entrada desde el patio de armas, y carece de almenado.
Todo el conjunto está construido en tapial muy rico en cal. Algunos autores le atribuyen origen bereber, concretamente almorávide, aunque los testigos de uso son de época almohade.